# Герб Війтівців
Герб Війтівців офіційний геральдичний символ смт Війтівці, Волочиського району Хмельницької області. Затверджений 22 грудня 2017р. рішенням №17-27/2017 XXVII сесії селищної ради VII скликання. Автори ― В. М. Напиткін, К. М. Богатов. Герб є промовистим.

## Опис
Щит розділений вилоподібно. В першій червоній частині, мурованій сріблом, золоте колесо паровоза. В другій зеленій і третій синій на золотому ланцюгу у вигляді перекинутої крокви, що виходить від країв щита, золотий знак подільського війта ― шістнадцятипроменеве сонце, вписане в медальйон. Щит вписаний в декоративний картуш і увінчаний срібною короною. Унизу картуша напис "ВІЙТІВЦІ".

## Значення символів
Знак війта символізує назву селища. Паровозне колесо підкреслює значення залізниці у розвитку Війтівців. 

## Історія

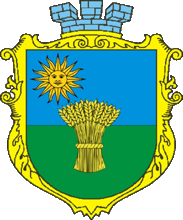
Варіант герба 2016 року

Попередній варіант затверджений 23.12.2016 рішення 14 (позачергової) сесії селищної ради №12-14|2016.
Герб являє собою видовжений щит заокруглений до низу. Тло щита розтяте навпіл, двоколірне. Верхня частина має блакитний колір, що символізує чисте небо, а також гордість, славу, відданість, вірність і святість та нижня — зелений, що символізує природу та навколишні поля. Береги щита мають золоту обволочку. Вгорі золота мурована корона — символ міст та селищ, які мали власне самоврядування, що є на сьогодні у Війтовецькій громаді. В середині сніп пшениці , перев’язаний перевеслом, що символізує достаток і хліборобську славу нашої громади. Справа на блакитному тлі висхідне золоте сонце, яке є символом родючості, а також уособлює нашу громаду — 16 променів - кількість населених пунктів, які об’єднались навколо центру — селища Війтівці.